# Giorgio Parisi
Giorgio Parisi (sinh ngày 4 tháng 8 năm 1948 tại Roma) và nhà Vật lý lý thuyết nổi tiếng người Ý. Ông nổi tiếng về các công trình nghiên cứu liên quan tới Thuyết sắc động lực học lượng tử, Cơ học thống kê, Lý thuyết trường lượng tử (quantum field theory) cùng nhiều lãnh vực Khoa học, Toán học và Vật lý khác.

## Sự nghiệp
Giorgio Parisi tốt nghiệp trường Đại học Sapienza ở Rome năm 1970, dưới sự hướng dẫn của Nicola Cabibbo. Ông trở thành nghiên cứu viên ở Laboratori Nazionali di Frascati (1971–1981) và làm việc ở Đại học Columbia tại New York (1973–1974), ở Institut des hautes études scientifiques (1976–1977), và ở École normale supérieure (1977–1978). Ông giữ chức giáo sư chính thức ở Đại học Rome Tor Vergata từ năm 1981 và ở Đại học Sapienza ở Rome từ năm 1992, nơi hiện nay ông dạy môn mạng nơ-ron.
Nghiên cứu của Giorgio Parisi tập trung chủ yếu vào các hệ ngẫu nhiên (hệ mất trật tự- disordered), đặc biệt về mô hình spin thủy tinh (spin glass). Ông cũng tìm ra nhiều ứng dụng của lý thuyết spin thủy tinh vào Tối ưu hóa, Sinh học và Miễn dịch học . Ông được coi là một trong các nhà khoa học Ý giỏi nhất và là một trong hai nhà Vật lý học người Ý là viện sĩ của Viện Hàn lâm Khoa học quốc gia Hoa Kỳ.

## Giải thưởng
- Huy chương Boltzmann, 1992
- Giải Dirac, 1999.
- Giải Microsoft, 2007.
- Giải Lagrange, 2009.
- Huy chương Max Planck, 2011.

## Tác phẩm
- Mezard, Marc (1987). Spin glass theory and beyond. Giorgio Parisi, Miguel Angel Virasoro. Singapore: World Scientific. ISBN 9971-5-0115-5.

- Parisi, Giorgio (2006). La chiave, la luce, l'ubriaco. Roma: Di Renzo Editore. ISBN 888323149X.

- Parisi, Giorgio (2009). Quantum Mechanics. Auletta Gennaro, Fortunato Mauro. Cambridge University Press. ISBN 9780521869638.

- Parisi, Giorgio (1998). Statistical Field Theory. Boulder: Westview Press; New Ed edition. ISBN 0738200514.